# Gianserio Strafella
Gianserio Strafella (Copertino, 1520 circa – 1573) è stato un pittore italiano manierista dell'area salentina.
Secondo le cronache di Girolamo Marciano fu un pittore nobilissimo, discepolo di Michelangelo, il quale non solamente si può eguagliare al suo maestro e a Raffello da Urbino, ma agli antichi Apelle e Zèusi. Al di là del giudizio personale del critico, Strafella apprese dalle opere di Michelangelo l'uso della prospettiva per raffigurare al meglio la realtà, tecnica che mette pienamente a frutto nei suoi dipinti. Il critico d'arte Cosimo De Giorgi nel 1882 lo definisce come "uno dei pochi pittori veramente esimi di Terra d'Otranto".
Le prime influenze subite dallo Strafella sono quelle degli ambienti romani, soprattutto Pietro Negroni e Taddeo Zuccari, prima di subire il fascino del manierismo napoletano di Andrea Sabatini e Pedro Rovial.
Proprio a Napoli affrescò la cappella Di Somma nella chiesa di San Giovanni a Carbonara. Nella Basilica della Madonna della Neve a Copertino sono invece conservati cinque dipinti, una Deposizione e le effigie di San Pietro, San Paolo, San Zaccaria e San Gerolamo. Queste tavole, risalenti al 1554 probabilmente erano parti di un unico polittico di cui non abbiamo più la figura centrale. Sempre in questa chiesa si possono ammirare un "Coept flere" e una "Deposizione" del 1570.
Sempre nel suo paese natale gli fu commissionata anche l'affrescatura del soffitto della Cappella San Marco, parte del complesso del Castello di Copertino; qui sono raffigurate scene bibliche, mentre alle pareti sono esposte altre sue opere con effigie di santi.
L'attività manierista di Strafella è rintracciabile anche nel vicino capoluogo di Lecce. Nella Basilica di Santa Croce è custodito un olio su tavola intitolato Trinità, probabilmente uno dei suoi primi lavori, in quanto datato come precedente al 1548. Nella chiesa di San Francesco di Paola invece si trova invece La Vergine col bambino e i santi Michele e Caterina d'Alessandria, dipinta su tavola nel 1564. Infine, a Palazzo Adorno, dei restauri hanno permesso la scoperta, all'interno di una nicchia, di dipinti a carattere religioso, che, interpretandone lo stile manierista, sono stati attribuiti proprio allo Strafella.
Questi d'altra parte lasciò una traccia artistica in molti dei principali centri dell'epoca. Nella Chiesa della Beata Vergine Maria del Carmelo di Nardò si trova una sua Pietà, datata come posteriore al 1562; un dipinto con il medesimo tema è custodito nella chiesa parrocchiale di Castro.
Nell'episcopio di Gallipoli è poi conservata una sua "Madonna in Gloria", qui traslata dalla chiesetta di Santa Maria di Costantinopoli. Infine, la Chiesa Matrice di San Nicola a Cocumola contiene una Assunzione, sempre opera di Strafella.